# Vip, el meu germà superhome
Vip, el meu germà superhome (italià: VIP, mio fratello superuomo) és una pel·lícula d'animació italiana de 1968 dirigida per Bruno Bozzetto. És una paròdia de superherois i va tenir un bon èxit comercial i de crítica. El 2008 se'n va produir una sèrie de televisió derivada en animació 3D, PsicoVip. S'ha doblat al català pel Super3.
Vip, el meu germà superhome va ser el segon llargmetratge d'animació realitzat pel director Bruno Bozzetto després de la seva paròdia de western Johnny i Clementina a l'oest.

## Repartiment
- Oreste Lionello com a Mini VIP
- Fiorella Betti com a Lisa
- Micaela Esdra com a Nervustrella
- Corrado Gaipa com el Coronel
- Pino Locchi com a Schultz
- Lydia Simoneschi com a Happy Betty

## Estrena
Vip, el meu germà superhome es va estrenar a Itàlia el 1968. Al Regne Unit i alguns altres països de parla anglesa, es titula The SuperVips. La pel·lícula també es va estrenar el 7 d'octubre de 2014 en DVD, en una versió restaurada i amb una qualitat d'imatge millorada en comparació amb la versió de DigiView. .El DVD té contingut addicional, que inclou una entrevista de 45 minuts amb Bruno Bozzetto, els guions i material promocional original.